# Placówka Straży Granicznej w Krościenku
Placówka Straży Granicznej w Krościenku – graniczna jednostka organizacyjna Straży Granicznej realizująca zadania w ochronie granicy państwowej z Ukrainą (zewnętrznej granicy Unii Europejskiej).

## Formowanie i zmiany organizacyjne
Placówka Straży Granicznej w Krościenku (PSG w Krościenku) z siedzibą w Krościenku, została utworzona 24 sierpnia 2005 Ustawą z 22 kwietnia 2005 O zmianie ustawy o Straży Granicznej..., w strukturach Bieszczadzkiego Oddziału Straży Granicznej w Przemyślu z przemianowania dotychczas funkcjonującej Granicznej Placówki Kontrolnej Straży Granicznej w Krościenku (GPK SG w Krościenku). Znacznie rozszerzono także uprawnienia komendantów, m.in. w zakresie działań podejmowanych wobec cudzoziemców przebywających na terytorium RP.
W październiku 2005, łącznie w placówce zatrudnionych było 125 funkcjonariuszy SG i 10 pracowników cywilnych.
25 listopada 2005 nastąpiło zakończenie służby w Straży Granicznej funkcjonariuszy służby kandydackiej i przejście Straży Granicznej na system służby zawodowej.
W 2023, Placówka Straży Granicznej w Krościenku miała status placówki SG kategorii II.

## Terytorialny zasięg działania
Stan z 30 maja 2018
- Od znaku granicznego nr 414 do znaku granicznego nr 376.
- W strefie nadgranicznej linia rozgraniczenia z placówką Straży Granicznej w:

1. Wojtkowej: włączony znak graniczny nr 414, góra Bukowina, wyłączona góra Magura, punkt triangulacyjny 647,9.
2. Czarnej Górnej: wyłączony znak graniczny nr 376, dalej granicą gmin Ustrzyki Dolne i Czarna oraz gmin Czarna i Solina[c].
3. Wetlinie: od styku gmin Czarna, Solina i Cisna, granicą gmin Cisna i Solina, Baligród i Solina[c].

Stan z 1 sierpnia 2011
- Od znaku granicznego nr 414 do znaku granicznego nr 376.
- W strefie nadgranicznej linia rozgraniczenia z placówką Straży Granicznej w:

1. Wojtkowej: włącznie znak graniczny  nr 414, góra Bukowina, wyłącznie góra Magura, punkt triangulacyjny 647,9.
2. Czarnej Górnej: wyłącznie znak graniczny nr 376, dalej granicą gmin Ustrzyki Dolne oraz Czarna.
3. Wetlinie: od styku gmin Ustrzyki Dolne, Czarna Górna i Solina prawym brzegiem reki San do granicy gminy Olszanica, dalej granicą gmin Olszanica oraz Solina.

Stan z października 2005
Placówka SG w Krościenku, w październiku 2005 ochraniała odcinek granicy państwowej z Ukrainą o długości 16,367 km.

## Podległe przejścia graniczne

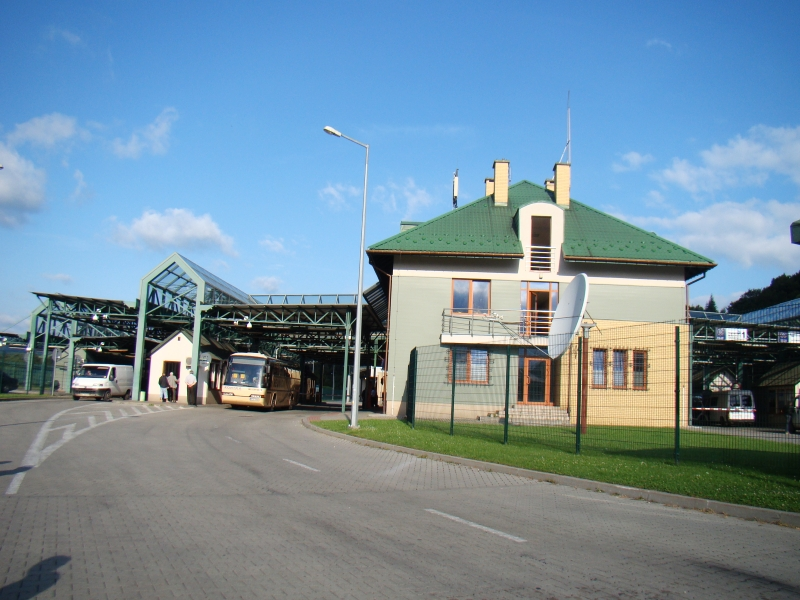
Przejście graniczne Krościenko-Smolnica, widok od strony RP (sierpień 2011)

- Krościenko-Chyrów – kolejowe[c]
- Krościenko-Smolnica – drogowe[c].

## Placówki sąsiednie
- Placówka SG w Wojtkowej ⇔ Placówka SG w Czarnej Górnej, Placówka SG w Wetlinie – 01.08.2011[d].

## Komendanci placówki
- kpt. SG/ppłk SG Robert Płoszyński (1.11.2005[4]–był w 2009[7])
- ppłk SG Grzegorz Kłębek[8] (był w 2021[9]–był w 2023[6]).